# Albert Tchernenko
Albert Konstantinovich Tchernenko - Альберт Константинович Черненко (6 de janeiro de 1935 - 11 de abril de 2009) foi um filósofo russo, mais conhecido por suas inovações no campo social e da filosofia jurídica.
Foi filho do Secretário-Geral do Partido Comunista da União Soviética Konstantin Chernenko.
Apesar de filho de um influente membro do Politburo, Chernenko manteve um caráter humilde e socialista durante toda a sua vida.
Após a queda da União Soviética, tornou-se membro e militante do Partido Comunista da Federação Russa, até sua morte em 11 de abril de 2009.

Em 2010, a pedido do governo russo junto ao PCFR (Partido Comunista), uma placa em sua homenagem foi inaugurada no lugar onde trabalhou, sob a seguinte inscrição:
 "Aqui trabalhou, de 1984 a 1998 - Albert Konstantinovich Tchernenko"